# Dedikerad server
En dedikerad server är en hostingtjänst som innebär att en kund (företag eller privatperson) hyr en fysisk, eller virtuell, server av en hostingleverantör. Att servern är dedikerad innebär att den inte delas med andra kunder (till skillnad från ett webbhotell).
Servern placeras i leverantörens datacenter där slutkunden får ta del av datacentrets infrastruktur så som brandväggar, internetuppkoppling etc. Detta kan också ses som en form av outsourcing där kostnader kan reduceras för företag genom att dela infrastruktur med andra kunder istället för att äga det själv.